# HMS Sussex (1693)
HMS Sussex – angielski XVII-wieczny dwupokładowy okręt liniowy III-rangi.

## Historia
Okręt został zbudowany w stoczni w Chatham pod kierunkiem szkutnika Roberta Lee.
W tym czasie Anglia i jej koalicjanci była zaangażowana w wojnę przeciwko Francji. 27 grudnia 1693 roku "Sussex" pod dowództwem admirała Francisa Whelera opuścił Portsmouth wraz z 48 okrętami i 166 statkami handlowymi zmierzając na Morze Śródziemne.
1 marca 1694 roku (19 lutego w Anglii – obowiązywał wtedy kalendarz juliański) "Sussex" zatonął w czasie sztormu w pobliżu Gibraltaru wraz z admirałem Whelerem i całą 500-osobową załogą, z wyjątkiem dwóch osób. Ten sam sztorm pochłonął również 5 innych okrętów wojennych Royal Navy i 6 statków handlowych.
Najprawdopodobniej przyczyną zatonięcia okrętu był brak dostatecznej stateczności, spowodowany złym rozmieszczeniem mas (duża liczba dział na dwóch pokładach), ale brak świadków katastrofy nie pozwalał stwierdzić tego jednoznacznie. Budowane w XVIII wieku brytyjskie 80-działowe okręty liniowe miały już jednak 3 pokłady działowe (tak jak okręty 90- i 100-działowe).

## Skarb
Na pokładzie "Sussex" znajdował się ładunek 10 ton złotych monet wartych milion ówczesnych funtów (obecnie wartych ponad 500 milionów $) przeznaczonych dla księcia Sabaudii Wiktora Amadeusza. Ponieważ wojna nie była pomyślna dla Francji, dyplomaci króla Ludwika XIV zaproponowali księciu Sabaudii w tajnych rokowaniach wielką łapówkę 3 mln liwrów za odstąpienie od koalicji. Anglicy dowiedzieli się o tym i wysłali pieniądze, aby utrzymać lojalność chwiejnego sojusznika. Ponieważ "Sussex" zatonął wraz z pieniędzmi, książę Wiktor Emanuel przyjął francuską ofertę, zmieniając front (o tym, jak chwiejny to był sojusznik, Francuzi przekonali się podczas kolejnej wojny, gdy książę Wiktor Emanuel szybko zdradził Francję).
W latach 1998 i 2001 amerykańska firma Odysey Marine Exploration, zajmująca się poszukiwaniem głęboko zatopionych wraków, zlokalizowała wrak "Sussex" na głębokości 1000 metrów. Ze swoimi roszczeniami do spoczywającego na nim skarbu wystąpili Amerykanie (jako że sfinansowali ekspedycję), Brytyjczycy (statek był angielski) i Hiszpanie (wrak odnaleziono na hiszpańskich wodach terytorialnych). Nie rozstrzygnięto tego do dziś, a przyszłość wraku jest przedmiotem dyskusji między rządem brytyjskim, hiszpańskim a amerykańską firmą.